# Charles Arthur Winter
Charles Arthur Winter (Edmonton, Inglaterra, 24 de dezembro de 1903 - Farnham Common, Buckinghamshire, 25 de janeiro de 1969) foi um jogador de críquete e engenheiro militar eletricista inglês.
Charles Arthur Winter foi jogador do Somerset County Cricket Club.